# Тагиев, Акиф Видади оглы
Акиф Видади оглы Тагиев (азерб. Tağıyev Akif Vidadi oğlu; 24 апреля 1993, Товуз, Азербайджан) — азербайджанский футболист, амплуа — полузащитник клуба «Туран II».

## Биография
Акиф Тагиев родился 24 апреля 1993 года в азербайджанском городе Товуз. В возрасте 4 лет переехал вместе с семьёй в Россию. Начал заниматься футболом в возрасте 11 лет в СДЮШОР города Санкт-Петербурга. Выступал за любительскую команду «Московская Застава» из Санкт-Петербурга. Первым наставником был Руслан Ренатович Садигов. В 2010 году вернулся обратно в Азербайджан.

## Клубная карьера
Профессиональную карьеру футболиста начал в родном городе Товузе, в 2010 году, с выступления в команде «Туран», с которой Тагиев подписал трёхлетний контракт. 11 января 2012 года, во время зимнего трансферного окна переходит в другой клуб Премьер-лиги — ФК «Хазар-Ленкорань», с которым также подписывает контракт на три года. Однако уже летом 2013 года покидает стан «кораблестроителей» и переходит в новосозданный клуб первого дивизиона — «Араз-Нахчыван».

## Лига Европы УЕФА
Был в заявке клуба «Хазар-Ленкорань» для участия в квалификационном раунде Лиги Европы УЕФА сезонов 2012/2013 годов.

## Сборная Азербайджана

### U-19
С 19 по 25 июня 2011 года, будучи игроком товузского «Турана», участвовал в учебно-тренировочных сборах юношеской сборной до 19 лет в Ташкенте, в рамках которых были проведены два товарищеских матча со сверстниками из Узбекистана.

## Достижения
- 2012 год — серебряный медалист Премьер-Лиги Азербайджана сезона 2011/12 годов в составе ФК «Хазар-Ленкорань».
- 2013 год — финалист Кубка Азербайджана по футболу в составе ФК «Хазар-Ленкорань».[6]